# Phytotomie
|  | Dieser Artikel wurde aufgrund von formalen oder inhaltlichen Mängeln in der Qualitätssicherung Biologie zur Verbesserung eingetragen. Dies geschieht, um die Qualität der Biologie-Artikel auf ein akzeptables Niveau zu bringen. Bitte hilf mit, diesen Artikel zu verbessern! Artikel, die nicht signifikant verbessert werden, können gegebenenfalls gelöscht werden. Lies dazu auch die näheren Informationen in den Mindestanforderungen an Biologie-Artikel. |

Phytotomie oder Pflanzenanatomie ist die Wissenschaft der Gestalt von Pflanzen, neben der Zootomie (Tiere) und Anthropotomie (Menschen) ein Bereich der Anatomie. Die Beschreibung der äußeren Struktur von Pflanzen wird allerdings oft als Morphologie bezeichnet, was den Begriff der Phytotomie oft auf die Beschreibung der inneren Struktur der Pflanzen, genannt Organographie, beschränkt. Die Morphologie dient oft der Erkennung und Einordnung der Pflanzen, wobei die Erforschung der Pflanzenanatomie heute oft auf zellulärer Ebene stattfindet.
Diese Wissenschaft(en) ist (sind) eng verknüpft mit der Systematik, die von einer differenzierten Beschreibung der inneren Organe und deren Funktion ausgeht.

## Geschichte

### Antike
Um 300 vor unserer Zeitrechnung schrieb Theophrastos von Eresos einige Abhandlungen über Pflanzen, derer nur zwei überlebten. Er entwickelte Konzepte zur Morphologie und Einteilung von Pflanzen, die die wissenschaftlichen Prüfungen zur Zeit der Renaissance nicht überstanden.

### Neuzeit bis zum 18. Jahrhundert
Der italienische Arzt und Mikroskopist Marcello Malpighi gehört mit seinem Werk Anatome Plantarum (2 Bände, 1675–1679) zu den zwei Begründern der Phytotomie. Der englische Arzt Nehemiah Grew stellt den anderen der beiden der Begründer dar. Er veröffentlichte 1672 The anatomy of vegetables begun und 1682 The anatomy of plants.

### 19. Jahrhundert
1802 veröffentlichte der französische Botaniker Charles François Brisseau de Mirbel seine Traité d'anatomie et de physiologie végétale (Abhandlung über Pflanzenanatomie und -physiologie) und begründete damit die Wissenschaft pflanzlicher Zellbiologie.
1812 veröffentlichte Johann Jacob Paul Moldenhawer seine Beyträge zur Anatomie der Pflanzen mit mikroskopischen Studien von Pflanzengewebe.
1813 veröffentlichte ein Schweizer Botaniker, Augustin Pyrame de Candolle, die Théorie élémentaire de la botanique, in der er sich dafür ausspricht, allein die Anatomie und nicht die Physiologie der Pflanzen für die Klassifizierung heranzuziehen. Aufgrund einer wissenschaftlichen Basis führte er strukturelle Kriterien zur Definition und Unterscheidung von Pflanzengattungen ein.
1830 veröffentlichte Franz Meyen Phytotomie, die erste umfassende Übersicht über die Anatomie von Pflanzen.
1838 veröffentlichte der deutsche Botaniker Matthias Jakob Schleiden Contributions to Phytogenesis und behauptete darin, „die niedrigen Pflanzen bestehen alle aus einer Zelle, während höhere Pflanzen aus (mehreren) einzelnen Zellen zusammengesetzt sind“ und bestätigte damit Mirabels Werk.
Der deutsch-polnische Botaniker Eduard Strasburger beschrieb den mitotischen Prozess in Pflanzenzellen und führte weiterhin aus, dass neue Zellkerne nur ausgehend von existierenden Kernen durch Teilung entstehen können. Seine Studien über Protoplasma wurden 1876 veröffentlicht.
Gottlieb Haberlandt, ein deutscher Botaniker, studierte die Physiologie von Pflanzen und klassifizierte Pflanzengewebe anhand seiner Funktion. Auf dieser Grundlage veröffentlichte er 1884 Physiologische Pflanzenanatomie, in dem er zwölf verschiedene Gewebesysteme beschreibt (absorptiv, mechanisch, photosynthetisch usw.).
Die britischen Paläobotaniker Dunkinfield Henry Scott und William Crawford Williamson beschrieben gegen Ende des 19. Jahrhunderts die Struktur fossiler Pflanzen. Scotts Studies in Fossil Botany wurden 1900 publiziert.

### 20. Jahrhundert
Nach Charles Darwins Origin of Species übertrug der kanadische Botaniker Edward Charles Jeffrey, der vergleichende Anatomie und Phylogenie verschiedener Gefäßpflanzen-Gruppen studierte, die Theorie auf Pflanzen, indem er deren Form und Struktur heranzog, um evolutionäre Linien herzustellen. Er veröffentlichte 1917 seine The Anatomy of Woody Plants.
Der Zuwachs der vergleichenden Phytotomie wurde von der britischen Botanikerin Agnes Arber angeführt. Sie publizierte 1920 Water Plants: A Study of Aquatic Angiosperms, 1925 Monocotyledons: A Morphological Study und 1934 The Gramineae: A Study of Cereal, Bamboo and Grass.
Nach dem Zweiten Weltkrieg veröffentlichte Katherine Esau 1953 Plant Anatomy, das an nordamerikanischen Hochschulen und darüber hinaus das Standardwerk zum inneren Aufbau von Pflanzen wurde, auch 2006 war es nach wie vor im Druck. Daran schloss 1960 sich ihre Anatomy of seed plants an.